# William Winde
William Winde (v. 1645-1722) est l'un des trois architectes qui a imaginé le Palais Royal de Buckingham.